# ディーン・ブラウン (ギタリスト)
ディーン・ブラウン（Dean Brown、1955年8月19日 - 2024年1月26日）は、アメリカのセッション・ギタリスト。フランス・シャトールー出身。幅広い分野で活動するが、ソロにおいてはジャズ・フュージョンのスタイルを演奏する。

## 略歴
フランスのシャトールーに生まれる。2歳の時にアメリカへ移り住むも、10歳の頃にフランスに戻る。2年後、再びアメリカへと戻り、15歳の時に歌手/ギタリストとしてバンドのフロントに立つ。ジョージ・ワシントン大学を卒業後、バークリー音楽大学へと進学し、作曲を学び、1977年に卒業。同期のギタリストにマイク・スターンやビル・フリゼールがいる。1981年にビリー・コブハムのバンドに参加する。
1980年代から1990年代にかけてマーカス・ミラーやデイヴィッド・サンボーン、再結成したブレッカー・ブラザーズ、ジョー・サンプル、ボブ・ジェームス、カーク・ウェイラム等数多くのミュージシャンのセッション・ミュージシャンとして活躍した。
四半世紀近くの長い経歴を経て、2000年にソロ・デビュー・アルバム『ヒア』を発表。彼の交友歴を象徴するようにブレッカー・ブラザーズやビリー・コブハム、ジョージ・デューク、ビル・エヴァンス、マーカス・ミラー、リッキー・ピーターソン、デイヴィッド・サンボーン、アンディー・スニッツァー等多くの有名ミュージシャンを招いている。2004年にはアルバム『グルーヴ・ウォリアー』をリリース。
ベーシストのウィル・リー、ドラマーのデニス・チェンバースと「DBIII（ディービースリー）」を結成し、2008年に日本のコットン・クラブでライブを行い、この模様をライブ・アルバムとして発売する。2009年も同メンバーで来日、2010年の公演ではビリー・コブハムをゲストに迎えてライブを行っている。2010年9月には東京JAZZのために来日。クリス・ミン・ドーキー&ノーマッズ、ロバータ・フラックのメンバーとしてプレイした。2012年春に来日する予定だったが延期され、9月にバーナード・マセリ (electric vibes)、アーネスト・ティブス(b)、マーヴィン "Smitty" スミス(ds)というメンバーで来日を果たした。
2024年1月26日にがんにより死去。享年68歳。

## ディスコグラフィ

### アルバム
- 『ヒア』 - Here (2000年、ESC)
- 『グルーヴ・ウォリアー』 - Groove Warrior (2004年、ESC)
- DBIII Live at the Cotton Club Tokyo (2009年、BHM)
- Unfinished Business (2012年、Bfm Jazz)
- Rolajafufu (2016年、Audio & Video Labs)[2]